# مارك شانون
مارك شانون (بالإنجليزية: Mark Shannon)‏ هو مقدم برامج إذاعية أمريكي، ولد في 4 أغسطس 1951، وتوفي في 8 مايو 2010 بسبب ابيضاض الدم.